# تاريخ النظام المتري
بدأ تاريخ النظام المتري خلال عصر التنوير بمقاييس الطول والوزن المشتقة من الطبيعة، جنبًا إلى جنب مع المضاعفات والكسور العشرية. أصبح النظام هو المعيار القياسي لفرنسا وأوروبا في غضون نصف قرن. أُضيفت قياسات أخرى بنسب الوحدة، واعتُمد النظام في جميع أنحاء العالم. جاء أول إدراك عملي للنظام المتري في عام 1799، في أثناء الثورة الفرنسية، بعد أن أصبح نظام المقاييس الحالي غير عملي للتجارة، واستُبدل بنظام عشري يعتمد على الكيلوجرام والمتر. أُخذت الوحدات الأساسية من العالم الطبيعي. استندت وحدة الطول، المتر، إلى أبعاد الأرض، ووحدة الكتلة، الكيلوغرام، إلى كتلة حجم الماء البالغ لترًا واحدًا (ديسيمتر مكعب). جرى تصنيع نسخ مرجعية لكلتا الوحدتين من البلاتين وظلت معايير القياس لمدة تسعين عام تلا. بعد فترة من العودة إلى القياسات المعتادة بسبب عدم شعبية النظام المتري، اكتمل القياس في فرنسا وجزء كبير من أوروبا بحلول خمسينيات القرن التاسع عشر. في منتصف القرن التاسع عشر، تصور «جيمس كليرك ماكسويل» نظامًا متماسكًا حيث جرى تعريف عدد صغير من وحدات القياس على أنها وحدات أساسية، وجرى تحديد جميع وحدات القياس الأخرى، المسماة بالوحدات المشتقة، نسبة للوحدات الأساسية. اقترح ماكسويل ثلاث وحدات أساسية للطول والكتلة والوقت. استلزم التقدم في الكهرومغناطيسية في القرن التاسع عشر وحدات إضافية ليجري تعريفها، ودخلت أنظمة متعددة غير متوافقة من هذه الوحدات حيز الاستخدام؛ ولا يمكن التوفيق بين أي منها وبين نظام الأبعاد الحالي. حُلَّ المأزق بواسطة «جيوفاني جيورجي»، الذي أثبت في عام 1901 أن النظام المتماسك الذي يتضمن وحدات كهرومغناطيسية يتطلب وحدة أساسية رابعة، من الكهرومغناطيسية. أسفرت معاهدة المتر لعام 1875 عن تصميم وتوزيع القطع الأثرية بالمتر والكيلوغرام، ومعايير النظام المتماسك المستقبلي الذي أطلق عليه «نظام الوحدات الدولي» (نظام الوحدات الدولي)، وإنشاء هيئة دولية يطلق عليها «المؤتمر العام للأوزان والمقاييس» للإشراف على أنظمة الأوزان والمقاييس القائمة عليهم. في عام 1960، أطلق النظام الدولي للوحدات «ستة وحدات أساسية»:
المتر، الكيلوغرام، الثانية، الأمبير، الدرجة كلفن، والشمعة، بالإضافة إلى 16 وحدة أخرى مشتقة من الوحدات الأساسية. أضيفت وحدة أساسية سابعة، «المول»، وست وحدات أخرى مشتقة في وقت لاحق من القرن العشرين. خلال هذه الفترة، أُعيد تعريف المقياس من حيث سرعة الضوء، وأعيد تعريف الثاني بناءً على تردد الميكروويف لساعة ذرية السيزيوم. نظرًا لعدم استقرار النموذج الأولي الدولي للكيلوغرام، اتُّخذت سلسلة من المبادرات، بدءًا من أواخر القرن العشرين، لإعادة تعريف الأمبير والكيلوغرام والمول والكلفن من حيث ثوابت الفيزياء، ما أدى في النهاية إلى إعادة تعريف الوحدات الأساسية للنظام الدولي للوحدات عام 2019، ما أدى في النهاية إلى التخلص من الحاجة إلى أي مواد مرجعية مادية بشكل ملحوظ، مكّن ذلك من سحب الكيلوغرام القياسي.

## عصر التنوير
مهدت الجوانب التأسيسية للرياضيات، جنبًا إلى جنب مع زيادة فهم العالم الطبيعي خلال عصر التنوير، الطريق لظهور نظام قياس في أواخر القرن الثامن عشر بوحدات وقواعد ذات صلة عقلانية للجمع بينها.

## المقدمة
في أوائل القرن التاسع، عندما أصبح الكثير بعد فرنسا جزءًا من الإمبراطورية الرومانية المقدسة، جرى توحيد وحدات القياس من قبل الإمبراطور شارلمان. الذي أدخل وحدات قياسية للطول والكتلة في جميع أنحاء إمبراطوريته. مع تفكك الإمبراطورية إلى دول منفصلة، بما في ذلك فرنسا، تباعدت هذه المعايير. اختلفت هذه المعايير. في إنجلترا، نصت ماجنا كارتا (1215) على أنه «يجب أن تكون هناك مقاييس قياسية للنبيذ والبيرة والذرة» (حي لندن)، في جميع أنحاء المملكة. كما يجب أن يكون هناك عرض قياسي للقماش المصبوغ، والقماش خمري اللون، وقماش هابرجيكت، بمقدار ذراعين ضمن الحواف. يجب توحيد الأوزان بشكل مشابه. خلال حقبة العصور الوسطى المبكرة، استُخدمت الأرقام الرومانية في أوروبا لتمثيل الأرقام، لكن العرب مثلوا الأرقام باستخدام نظام الأرقام الهندوسي، وهو تدوين موضعي يستخدم عشرة رموز. في حوالي عام 1202، نشر فيبوناتشي في كتابه «كتاب الحساب» مفهوم التدوين الموضعي إلى أوروبا. وتطورت هذه الرموز إلى الأرقام «0»، «1»، «2» إلخ.
في ذلك الوقت، كان هناك خلاف حول الفرق بين الأعداد المنطقية والأرقام غير المنطقية ولم يكن هناك اتساق في الطريقة التي جرى بها تمثيل الكسور العشرية. يعود الفضل إلى سايمون ستيفين في إدخال النظام العشري في الاستخدام العام في أوروبا. في عام 1586، نشر كتيبًا صغيرًا يسمى «العاشر» والذي يعده المؤرخون أساسًا للتدوين الحديث للكسور العشرية. شعر ستيفن أن هذا الابتكار كان مهمًا جدًا لدرجة أنه أعلن أن الإدخال العالمي للعملات والمقاييس والأوزان العشرية مجرد مسألة وقت.:70:91

## مقاييس الجسم والمصنوعات اليدوية
منذ زمن شارلمان، كان معيار الطول مقياسًا للجسم، وهو من أطراف الأصابع إلى أطراف الأصابع للذراعين الممدودتين لرجل كبير، كان من عائلة لمقاييس الجسم تسمى القامة، والتي كانت تستخدم في الأصل من بين أشياء أخرى، لقياس العمق من الماء. كانت هناك قطعة أثرية تمثل المعيار جرة صبها في أكثر المواد المتينة المتوفرة في العصور الوسطى، وهي قضيب حديدي. ظهرت مشاكل القطع الأثرية غير القابلة للمعايرة على مر العصور: فهي تصدأ، وتُسرق، وتُضرب بجدار حتى تنثني، وتضيع أحيانًا. عندما كان لا بد من وضع معيار ملكي جديد، كان معيارًا مختلفًا عن المعيار القديم، لذلك ظهرت النسخ المقلدة من القديمة والجديدة إلى حيز الوجود وجرى استخدامها. كانت القطعة الأثرية موجودة خلال القرن الثامن عشر، وكانت تسمى ندفًا أو لاحقًا، مسطرة القياس (من الفعل اللاتيني: «ممدود الذراعين»). أدى هذا إلى البحث في القرن الثامن عشر عن معيار قابل للتكرار يعتمد على بعض المقاييس الثابتة للعالم الطبيعي.

## الساعات والبندولات
في عام 1656، اخترع العالم الهولندي كريستيان هيغنز ساعة البندول، مع بندولها الذي يشير إلى الثواني. أدى هذا إلى ظهور مقترحات لاستخدام طولها كوحدة قياسية. لكن أصبح من الواضح أن أطوال البندول للساعات المعايرة في مواقع مختلفة تختلف (بسبب الاختلافات المحلية في التسارع بسبب الجاذبية)، وهذا لم يكن حلاً جيدًا. كانت هناك حاجة إلى معيار أكثر اتساقًا. في عام 1670، نشر غابرييل موتون، رئيس الدير والفلك الفرنسي، كتاب الظاهرة «ملاحظات للأقطار الظاهرة للشمس والقمر» الذي اقترح فيه نظامًا عشريًا لقياس الطول ليستخدمه العلماء في الاتصال الدولي، على أساس أبعاد الأرض.